# Ladislav Helge
Ladislav Helge, né le 21 août 1927 à Prague, alors en Tchécoslovaquie – mort le 31 janvier 2016 à Prague,,, est un réalisateur et scénariste tchécoslovaque puis tchèque.

## Biographie
Ladislav Helge fait ses débuts en tant qu’assistant de Jiří Krejčík en 1947 et réalise son premier film en 1957. Ladislav Helge est également l’auteur de cinq scénarios de film. Il réalise sept films de 1957 à 1967. Après 1968 il n’est pas autorisé à tourner et travaille dans un bureau de poste. De 1977 à 1982 il est scénariste pour Laterna magika. À partir de la mi-1990 il dirige le département de réalisation cinématographique de l’Académie du cinéma de Prague.

## Filmographie
- Škola otců (1957)
- Velká samota (1959)
- Jarní povětří (1961)
- Bílá oblaka (1962)
- Bez svatozáře (1963)
- První den mého syna (1964)
- Stud (1967)